# Cynopoecilus nigrovittatus
Cynopoecilus nigrovittatus es un pez de la familia de los rivulinos en el orden de los ciprinodontiformes.

## Morfología
Los machos pueden alcanzar los 4,4 cm de longitud total y las hembras los 2,93 cm.

## Distribución geográfica
Se encuentran en Sudamérica: Brasil.